# گرهارد بینرت
گرهارد بینرت (آلمانی: Gerhard Bienert; ۸ ژانویهٔ ۱۸۹۸ – ۲۳ دسامبر ۱۹۸۶) بازیگر تئاتر، بازیگر سینما و بازیگر تلویزیون اهل آلمان بود.
از فیلم‌ها یا برنامه‌های تلویزیونی که وی در آن نقش داشته‌است می‌توان به ام، فرشته آبی، مردی در جستجوی قاتل خود، قلبم تو را می‌خواند و بینوایان اشاره کرد.